# Escarpement de Balcones

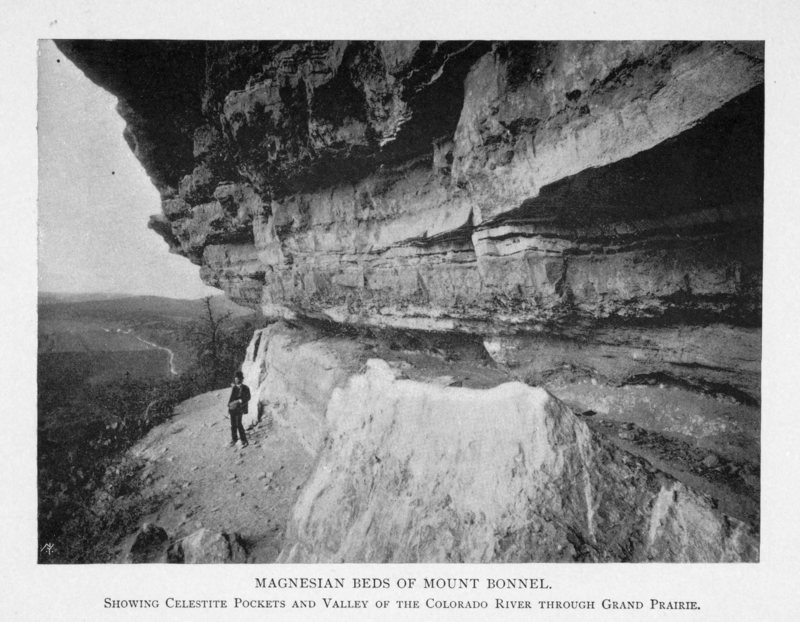
Photo du Mont Bonnel.

L'escarpement de Balcones, en anglais: Balcones Fault Zone, est une zone de faille du Texas qui s'étend approximativement de la portion sud-ouest de l'État, à proximité de Del Rio jusqu'au nord de la région centrale, près de Waco. 